# Laure de St. Martin Permon
Laure de St.-Martin Permon, que usava o pseudónimo de Duquesa de Abrantes por ser duquesa consorte de Abrantes, título concedido por Napoleão I por altura das Invasões Francesas.
Nasceu em 1784 e faleceu em 1838. Foi uma personalidade mundana, casada com o General Junot, comandante da Primeira invasão francesa de Portugal. Conhecida como Incrível Laura, escreveu «Souvenírs d´une ambassa de et d'un séjour en Espagne et en Portugal de 1808 à 1811». Teve também colaboração em publicações periódicas. 
Este título nobiliárquico de Duque de Abrantes, ao contrário de outro que foi antes concedido por reis portugueses, não tem validade em Portugal.
Em 1828, ela tornou-se amante de Honoré de Balzac que corrigiu várias das obras de sua amada.